# Trey Songz
Tremaine Aldon Neverson (Petersburg, Virginia; 28 de noviembre de 1984) conocido como Trey Songz, es un cantante y compositor estadounidense de Hip Hop y R&B contemporáneo. Su álbum debut fue I Gotta Make It, grabado por Atlantic Records y lanzado en 2005. Se inspira musicalmente por artistas de R&B de los 60 y 70 como Smokey Robinson y Aretha Franklin, y por artistas contemporáneos como Luther Vandross y R. Kelly. Realizó el papel protagonístico de "Ryan Picharico" en Texas Chainsaw 3D.

## Vida personal
El 20 de abril de 2019 se convirtió en padre de un niño llamado Noah.

## Discografía

### Álbumes
- 2005 - I Gotta Make It
- 2007 - Trey Day
- 2009 - Ready
- 2010 - Passion, Pain & Pleasure
- 2012 - Chapter V
- 2014 - Trigga Reloaded
- 2015 - Intermission I & II
- 2017 - Tremaine The Album
- 2018 - 11/28

### Sencillos
| Año  | Título                                | Posiciones en listas | Posiciones en listas | Álbum           |
| Año  | Título                                | US Hot 100           | US R&B/Hip-Hop       | Álbum           |
| ---- | ------------------------------------- | -------------------- | -------------------- | --------------- |
| 2005 | "Gotta Make It" (con Twista)          | #87                  | #21                  | I Gotta Make It |
| 2005 | "Girl Tonite" (Twista con Trey Songz) | #14                  | #3                   | The Day After   |
| 2005 | "Gotta Go"                            | #67                  | #12                  | I Gotta Make It |

## Filmografía
- 2008 - Queen of Media
- 2009 - Lincoln Heights
- 2009 - When I Was 17
- 2010 - Trey Songz: My Moment
- 2012 - Texas Chainsaw 3D
- 2013 - Baggage Claim
- 2018 - Blood Brother